# Tawaf

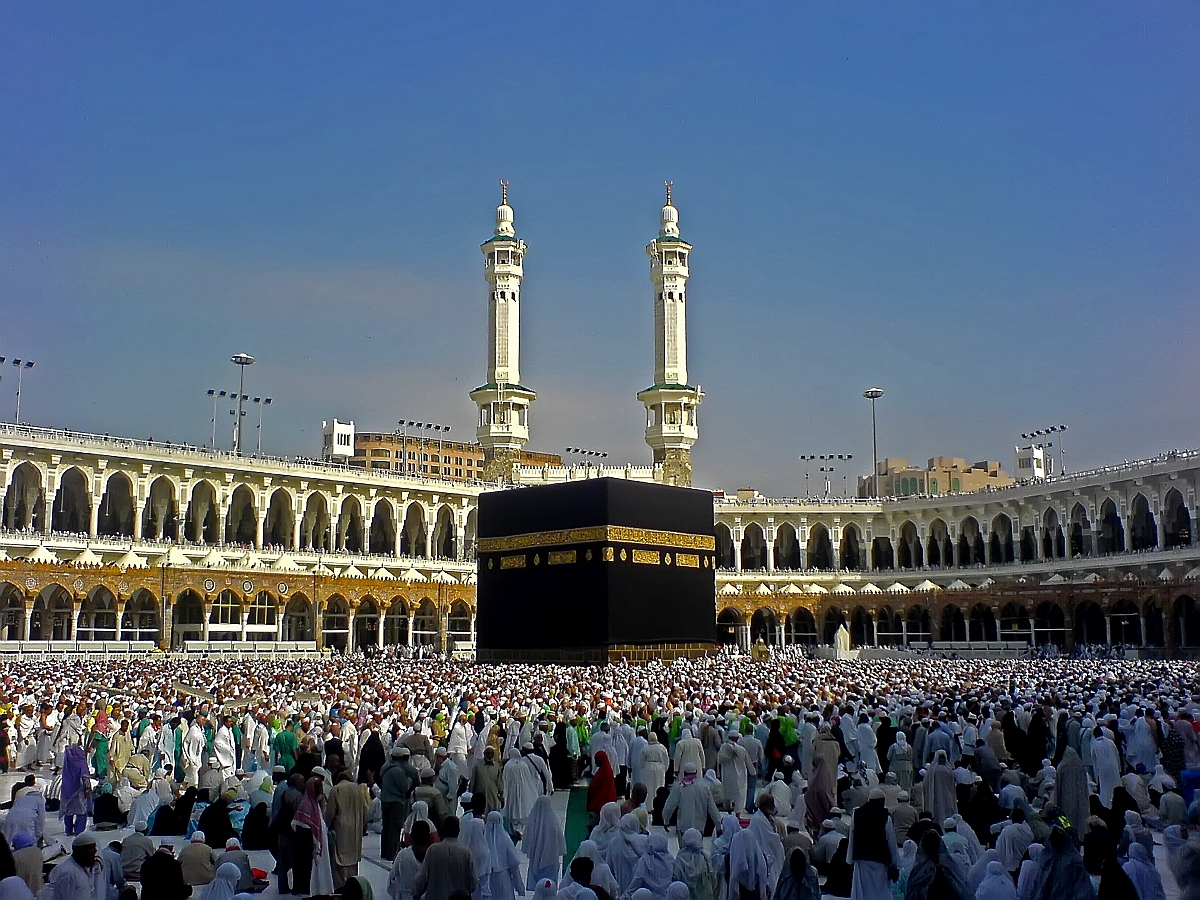
Tawaf vid Kaba.

Tawaf (arabiska: طواف) är en av de islamiska ritualerna under hajj och umra. Ordet tawaf är ett arabiskt verb vilket betyder att cirkulera, omge eller röra sig runt något. Tawaf innebär att man går runt Kaba i Mecka sju gånger, moturs. Man ska helst röra eller kyssa vid den svarta stenen (al-Hajar-ul-Aswad) innan man påbörjar tawaf.